# Uładzimir Hryhorjeu
Uładzimir Wiktarawicz Hryhorjeu (biał. Уладзімір Віктаравіч Грыгор’еў, ros. Владимир Викторович Григорьев, Władimir Wiktorowicz Grigorjew; ur. 5 kwietnia 1941 w Kaniczach, zm. 17 sierpnia 2011) – radziecki i białoruski polityk i działacz państwowy, zajmujący liczne stanowiska w strukturach państwowych, komsomolskich i partyjnych; od 1997 roku Nadzwyczajny i Pełnomocny Ambasador Republiki Białorusi w Federacji Rosyjskiej, deputowany do Rady Najwyższej Republiki Białorusi XIII kadencji, w latach 1996–2000 deputowany do Izby Reprezentantów Republiki Białorusi I kadencji.

## Życiorys

### Młodość i wczesna działalność
Urodził się 5 kwietnia 1941 roku we wsi Kanicze, w rejonie kościukowickim obwodu mohylewskiego Białoruskiej SRR, ZSRR. Ukończył Białoruską Państwową Akademię Gospodarstwa Wiejskiego, uzyskując wykształcenie agronoma ekonomisty, oraz Akademię Nauk Społecznych przy KC KPZR, uzyskując wykształcenie politologa. Pracował w organach Komsomołu w obwodzie mohylewskim. W 1974 roku był I sekretarzem Komitetu Centralnego Leninowskiego Komunistycznego Związku Młodzieży Białorusi. W latach 1959–1980 pełnił funkcję sekretarza Komitetu Centralnego Wszechzwiązkowego Leninowskiego Związku Młodzieży. W latach 1980–1982 pracował jako II sekretarz Brzeskiego Komitetu Obwodowego Komunistycznej Partii Białorusi (KPB). W latach 1982–1985 był przewodniczącym Brzeskiego Obwodowego Komitetu Wykonawczego, inspektorem Komitetu Centralnego Komunistycznej Partii Związku Radzieckiego (KPZR). W latach 1986–1991 pełnił funkcję I sekretarza Witebskiego Komitetu Obwodowego KPB. Od 14 grudnia 1990 roku do zawieszenia działalności KPB 25 sierpnia 1991 roku wchodził w skład Biura Komitetu Centralnego KPB – organu kierowniczego partii. W roku 1992 stał na czele Witebskiej Otwartej Spółki Akcyjnej „Dolomit”. W 1995 roku był członkiem Białoruskiej Partii Socjalistycznej (według innego źródła w latach 1995–1997 był przewodniczącym Socjalistycznej Partii Białorusi).

### Działalność parlamentarna i późniejsza
W drugiej turze wyborów parlamentarnych 28 maja 1995 roku został wybrany na deputowanego do Rady Najwyższej Republiki Białorusi XIII kadencji z witebskiego-czyhunacznego okręgu wyborczego nr 68. 9 stycznia 1996 roku został zaprzysiężony na deputowanego. Od 23 stycznia pełnił w Radzie Najwyższej funkcję członka Stałej Komisji ds. Budżetu, Podatków, Banków i Finansów. Był przewodniczącym frakcji „Zgoda”, popierającej prezydenta Alaksandra Łukaszenkę. Zrezygnował z tego ostatniego stanowiska na rzecz Uładzimira Kanaploua, zdaniem autorów książki Kto jest kim w Białorusi pod naciskiem Administracji Prezydenta. Poparł dokonaną przez prezydenta kontrowersyjną i częściowo nieuznaną międzynarodowo zmianę konstytucji. 27 listopada 1996 roku przestał uczestniczyć w pracach Rady Najwyższej i wszedł w skład utworzonej przez prezydenta Izby Reprezentantów Zgromadzenia Narodowego Republiki Białorusi I kadencji. Pełnił w niej funkcję członka Stałej Komisji ds. Międzynarodowych i Kontaktów ze Wspólnotą Niepodległych Państw. Zgodnie z Konstytucją Białorusi z 1994 roku jego mandat deputowanego do Rady Najwyższej zakończył się 9 stycznia 2001 roku; kolejne wybory do tego organu jednak nigdy się nie odbyły.
Od 1997 roku był Nadzwyczajnym i Pełnomocnym Ambasadorem Republiki Białorusi w Federacji Rosyjskiej. Pracował jako I zastępca szefa Działu Administracyjnego Komitetu Wykonawczego Związku Białorusi i Rosji. Zmarł po długiej chorobie 17 sierpnia 2011 roku.

## Odznaczenia
- Order Czerwonego Sztandaru Pracy (ZSRR);
- dwa Ordery „Znak Honoru”;
- Order Ojczyzny drugiego i trzeciego stopnia[10][11];
- medal[1];
- Gramota Pochwalna Rady Ministrów Republiki Białorusi[12];
- Gramota Pochwalna Zgromadzenia Narodowego Republiki Białorusi[13].

## Życie prywatne
Uładzimir Hryhorjeu był żonaty. W 1995 roku mieszkał w Witebsku.